# Neoglyphidodon nigroris
Neoglyphidodon nigroris (Cuvier, 1830) è un pesce osseo marino appartenente alla famiglia Pomacentridae.

## Distribuzione e habitat
La specie è diffusa nelle zone tropicali dell'Indo-Pacifico centrale dal mare delle Andamane alle isole Salomone,  fino alle isole Ryūkyū e all'Australia settentrionale e a Vanuatu.
Vive nelle barriere coralline, sia nelle lagune che sulle pareti esterne. 
Si può trovare a profondità fra 2 e 23 metri.

## Descrizione
L'aspetto è quello tipico dei Pomacentridae. Vi sono due varianti di colore: fino al Giappone il colore è scuro o quasi nero mentre a est di quest area gli adulti hanno la metà anteriore bruno chiaro e la parte posteriore giallo vivo. In entrambe le varianti sono presenti tre brevi fasce quasi verticali sul lato della testa. Le due varietà entrano in simpatria e si ibridano solo a Bali. Il giovanile è giallo cromo con due fasce nere longitudinali.
Raggiunge i 13 cm di lunghezza.

## Biologia

### Comportamento
Fa vita solitaria.

### Alimentazione
Si nutre di alghe, zooplancton e piccoli crostacei bentonici.

### Riproduzione
È una specie ovipara, le uova aderiscono al fondale e vengono sorvegliate dal maschio.

## Acquariofilia
È ospite, non comunemente, degli acquari pubblici.